# کوه تیانتای
کوه تیانتای (انگلیسی: Tiantai Mountain) یک کوه در منطقه تیانتای در شرق چجیانگ در جمهوری خلق چین است.